# Ophraella communa
Ophraella communa LeSage, 1986 è un coleottero della famiglia Chrysomelidae. È una specie di origine neartica (Canada, Stati Uniti e Messico), introdotta in Asia e in Europa.

## Biologia
È una specie oligofaga che si nutre quasi esclusivamente di foglie e fiori di asteracee della tribù Heliantheae (sottotribù Ambrosiinae e Helianthinae), con una spiccata predilezione per la specie Ambrosia artemisiifolia.